# Pleslin-Trigavou
Pleslin-Trigavou (bret. Plelin-Tregavoù) – miejscowość i gmina we Francji, w regionie Bretania, w departamencie Côtes-d’Armor.
Według danych na rok 1990 gminę zamieszkiwało 2830 osób, a gęstość zaludnienia wynosiła 130 osób/km² (wśród 1269 gmin Bretanii Pleslin-Trigavou plasuje się na 199. miejscu pod względem liczby ludności, natomiast pod względem powierzchni na miejscu 459.).